# Chaltrait
Chaltrait ist eine französische Gemeinde mit 60 Einwohnern (Stand 1. Januar 2022) im Département Marne in der Region Grand Est (vor 2016 Midi-Pyrénées). Sie gehört zum Kanton Vertus-Plaine Champenoise und zum Arrondissement Épernay. 

## Geografie
Chaltrait liegt etwa 39 Kilometer südsüdwestlich von Reims. Umgeben wird Chaltrait von den Nachbargemeinden Moslins im Norden und Nordwesten, Villers-aux-Bois im Osten, Blancs-Coteaux im Süden und Osten sowie Montmort-Lucy im Westen.

### Bevölkerungsentwicklung
| Jahr                       | 1962 | 1968 | 1975 | 1982 | 1990 | 1999 | 2006 | 2011 | 2018 |
| -------------------------- | ---- | ---- | ---- | ---- | ---- | ---- | ---- | ---- | ---- |
| Einwohner                  | 98   | 65   | 67   | 75   | 72   | 87   | 81   | 71   | 57   |
| Quellen: Cassini und INSEE |      |      |      |      |      |      |      |      |      |

## Sehenswürdigkeiten

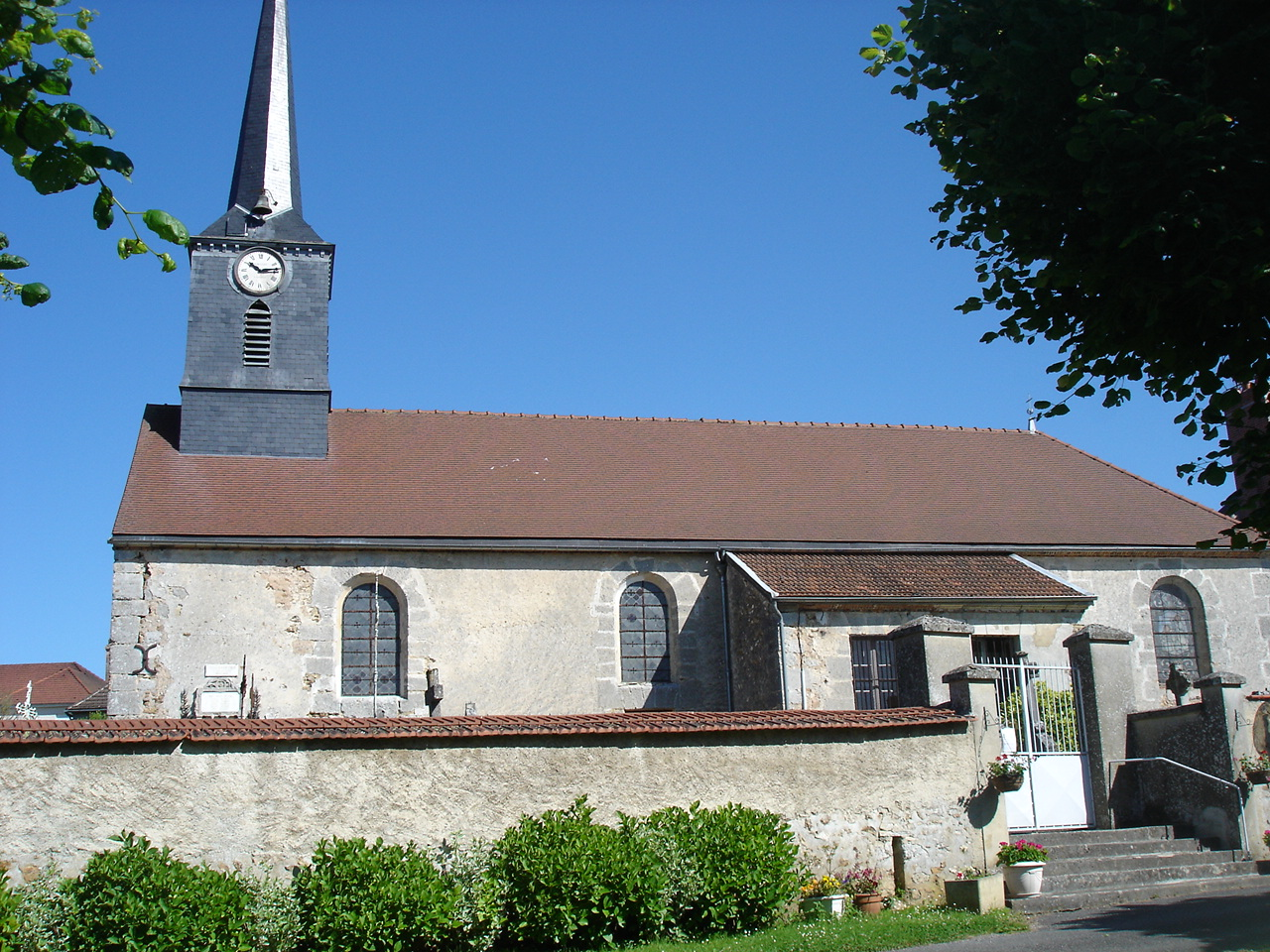
Kirche Notre-Dame-de-l’Assomption

- Kirche Notre-Dame-de-l’Assomption aus dem 16. Jahrhundert
- Schloss Chaltrait